# بوتیرین
بوتیرین (به انگلیسی: Butyrin) یک ترکیب شیمیایی با شناسه پاب‌کم ۶۰۵۰ است. شکل ظاهری این ترکیب، مایع روغنی با طعم تلخ است.